# Kde končí láska
Kde končí láska je romantické filmové drama režiséra Milana Cieslara z roku 2025.

## Příběh
Albert (Ivan Franěk) naváže po rozvodu vztah s výrazně mladší ženou Kateřinou (Ivona Baković), která žije v bisexuálním vztahu s Gábinou (Zuzana Částková). Jiskřivý vztah vypadá jako naděje na nový začátek, brzy však začnou vyplouvat na povrch odlišná očekávání a začnou se měnit pravidla hry.

## Uvedení
Film uvádí do kin společnost Bontonfilm 1. května 2025.

## Obsazení
| Ivan Franěk     | Albert |
| Ivona Bakovič   | Katka  |
| Zuzana Částková | Gábina |
| Lucie Tomášová  | Ema    |
| Nikola Ďuricová | Eva    |